# گلین (سنندج)
گلین (سنندج)، روستایی از توابع بخش سیروان شهرستان سنندج در استان کردستان ایران است.

## جمعیت[۲]
این روستا در دهستان میانرود قرار دارد و براساس سرشماری مرکز آمار ایران در سال 1395، جمعیت آن 1135 نفر (344خانوار) بوده‌است.